# Pennisetum lanatum
Pennisetum lanatum är en gräsart som beskrevs av Johann Friedrich Klotzsch. Pennisetum lanatum ingår i släktet borstgräs, och familjen gräs. Inga underarter finns listade i Catalogue of Life.